# Calciotantite
La calciotantite è un minerale. L'ungursaite è stata riconosciuta come identica alla calciotantite.